# Gitanos en Francia
Los miembros del pueblo gitano de Francia, normalmente conocidos en francés como "gitans",  "tsiganes" o "manouches", son un grupo étnico originario del norte de la India. No se conocen las cifras exactas del pueblo gitano en Francia, con estimaciones que varían de 20.000 a 400.000 personas. Se estima que al menos 12.000 miembros viven en campamentos urbanos ilegales en todo el país que las autoridades francesas han intentado cerrar en repetidas ocasiones. En 2009, el gobierno francés devolvió más de 10.000 gitanos extranjeros a Rumania y Bulgaria.

## Origen
El pueblo gitano es originario de India del norte, presumiblemente de los Estados indios noroccidentales de Rayastán y Punjab.
Las evidencias lingüísticas han demostrado de manera definitiva que las raíces del idioma romaní se encuentran en la India: el idioma tiene características gramaticales de las lenguas indias y comparte con ellas una buena parte del léxico básico, como por ejemplo las palabras relativas a las partes del cuerpo o a las tareas diarias.
Más exactamente, el idioma romaní comparte el léxico básico con el hindi y el panyabí. Comparte muchas características fonéticas con el marwari (lengua propia de los marwaris), mientras que su gramática está más cercana al bengalí.
Algunos hallazgos genéticos realizados en 2012 sugieren que el pueblo gitano es originario del noroeste de la India y que sus miembros emigraron como grupo.
De acuerdo con un estudio genético de 2012, los antepasados de las tribus y castas del norte de la India tradicionalmente conocidos como Ḍom (o Domba), son la población ancestral más probable de los gitanos europeos modernos.

## Población
En Francia el pueblo gitano se clasifica tradicionalmente en tres grupos:
- "Roms", que incluye a los gitanos procedentes de los territorios de Europa oriental.
- "Manouches", también conocidos como "Sinté", que frecuentemente tienen lazos familiares en Alemania e Italia
- "Gitans", que están vinculados con los gitanos de España[12]

El término "Romanichel" se considera peyorativo, y el término "Bohémien" ha quedado obsoleto. La Gendarmería Nacional francesa suele referirse a los "MENS" ("Minorités Ethniques No-Sédentarisées"), un término administrativo que significa "Minorías Étnicas Ambulantes". Este término no se considera ni neutro ni correcto, dado que, en términos generales, la mayoría de gitanos franceses tienen casas como otras minorías y no son más "ambulantes" que otros.
En 2009, el Comité europeo de Derechos Sociales declaró que Francia había violado la Carta Social europea (derechos de residencia, protección contra la pobreza y la exclusión social, derecho a la protección familiar) respecto a la población gitana de países extranjeros que se encontraba en Francia.</ref>

## Repatriaciones
En 2010 y 2011, el gobierno francés organizó vuelos de repatriación para enviar a gitanos franceses a Rumanía, aunque ni eran de allí ni hablaban rumano. El 12 de abril un vuelo chárter con 160 gitanos partió del norte de Francia con destino a Timisoara. Durante las deportaciones de 2010, el gobierno francés entregó a cada gitano que salió de Francia 300€ y 100€ para cada niño. Los gitanos del vuelo del 12 de abril fueron obligados a firmar declaraciones de que nunca regresarían a Francia.</ref> El 9 de agosto, la ciudad de Marsella, en el sur de Francia, desahució a 100 gitanos del cercano campamento temporal de Porte d'Aix, dándoles 24 horas para abandonarlo.</ref> Un vuelo chárter que transportaba aproximadamente a 150 gitanos a Rumanía salió de la zona de Lyon el 20 de septiembre.</ref> El objetivo de Francia para 2011 era deportar 30.000 gitanos a Rumanía, alegando que este era su país de origen, lo que no era cierto.</ref> Francia envió aproximadamente 8.000 gitanos a Rumanía y Bulgaria en 2011, después de desmantelar sus campamentos a las afueras de las ciudades. Estas acciones generaron una gran controversia y dieron lugar a que se reclamara un mayor esfuerzo de inclusión de las personas gitanas.</ref>